# K. Kamaraj
K. Kamaraj (Kumaraswami Kamaraj; Tamil: காமராஜ்; * 15. Juli 1903 in Virudhunagar, Tamil Nadu; † 2. Oktober 1975 in Madras) war ein indischer Politiker.

## Biografie
Kamaraj, der aus der Volksgruppe der Tamilen stammte, begann seine politische Laufbahn bereits 1918, als er als Fünfzehnjähriger Spendensammlungen für die Kongresspartei in seinem Heimatdistrikt Virudhunagar organisierte. Wegen seiner politischen Aktivitäten und der Teilnahme an dem von Mohandas Gandhi im März 1930 organisierten Salzmarsch war er mehr als sieben Jahre in den Gefängnissen der britischen Kolonialverwaltung inhaftiert. Nach seiner Freilassung wurde er 1937 zum Abgeordneten des Parlaments (Legislative Assembly) von Madras gewählt.
Nach der Unabhängigkeit Indiens 1947 wurde er bei den allgemeinen Parlamentswahlen 1952 zum Abgeordneten des Unterhauses (Lok Sabha) gewählt. Am 13. April 1954 wurde er zum Chief Minister von Madras, dem heutigen Tamil Nadu gewählt und damit zum Nachfolger von C. Rajagopalachari, einem landesweit respektierten Führer der Kongresspartei. Kamaraj stammte – anders als sein Vorgänger – aus einer unteren Kaste, so dass seine Wahl zum Vorsitzenden der Kongresspartei des Bundesstaates einen Abstieg der Brahmanen, die bisher die Politik von Madras dominiert hatten, bedeutete. Als Chief Minister suchte er den persönlichen Kontakt zur Bevölkerung und besuchte nahezu alle Dörfer des Bundesstaates mindestens ein Mal. Außerdem machte er sich vor allem um die Verbesserung des Bildungssystems und die Bekämpfung des Analphabetismus verdient. Am 1. Oktober 1963 trat er nach neuneinhalbjähriger Amtszeit als Chief Minister zurück.

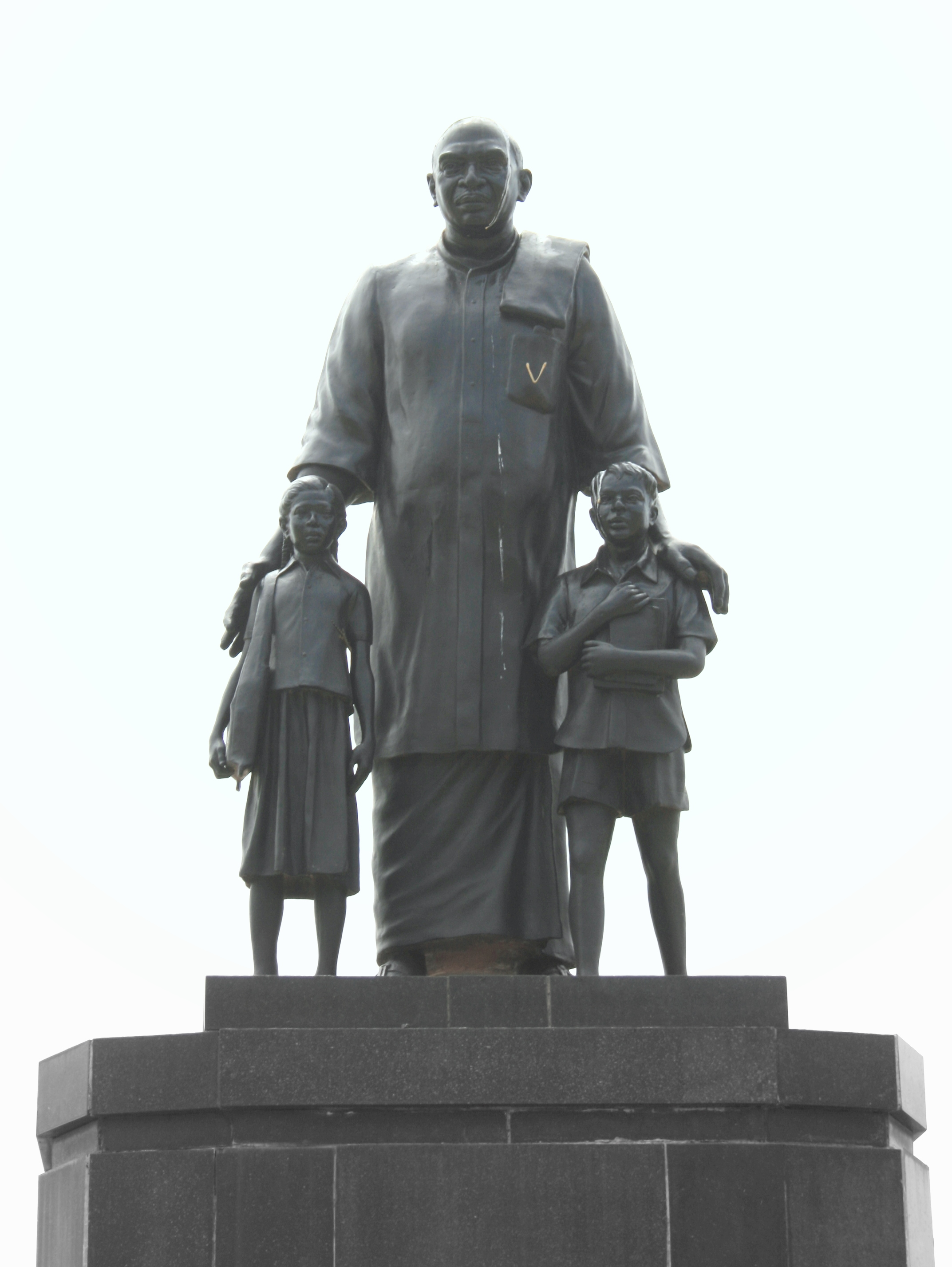
Statue von Kamaraj am Marina Beach in Chennai, die seinen Bezug zur Jugend und deren Bildung zeigt

Wenige Monate später wurde er 1964 auf dem Parteitag der Kongresspartei in Bhubaneswar erstmals zum Präsidenten des Indischen Nationalkongresses gewählt sowie bei den folgenden jährlichen Kongressen 1965 in Durgapur und 1966 und 1967 in Jaipur jeweils wiedergewählt. Sein Name war in dieser Zeit mit einer Revitalisierung der Partei in der Form verbunden, dass mehrere Parteifunktionäre statt Ämtern in der Legislative Funktionen innerhalb der Parteiführung übernahmen, wobei dieser sogenannte „Kamaraj-Plan“ tatsächlich nicht von ihm stammte. Allerdings übte er bei der Wahl von zwei Premierministern – 1964 von Lal Bahadur Shastri und 1966 von Indira Gandhi – erheblichen Einfluss zu Lasten des jeweiligen Gegenkandidaten Morarji Desai aus und gilt damit als „Königsmacher“ in der indischen Politik. Nachdem er 1967 in seiner Heimatstadt Virudhunagar bei seiner Kandidatur als Abgeordneter für das Parlament von Tamil Nadu unterlag, verlor er durch die Einflussnahme von Premierministerin Gandhi auch sein Amt als Präsident des Nationalkongresses an S. Nijalingappa. 1969 versuchte er zusammen mit einigen weiteren älteren Parteifunktionen, die Premierministerin zu entmachten. Nach dem Scheitern dieses Versuchs spaltete sich die Kongresspartei wenig später in einen von Indira Gandhi geführten Congress (R) und einen kleineren Congress (O). Kamaraj schloss sich dabei dem letzten an.
1971 wurde er bei einer Nachwahl jedoch wieder zum Mitglied der Lok Sabha gewählt und 1975, wenige Monate vor seinem Tod, auch noch einmal im Wahlkreis Nagercoil wiedergewählt.
1976 wurde ihm postum der Bharat Ratna, der höchste Zivilorden Indiens verlieren. Im zu Ehren wurde außerdem der Terminal für Inlandsflüge am Flughafen Chennai „Kamaraj Terminal“ benannt. An Chennais Stadtstrand Marina Beach steht eine Statue Kamarajs.